# River Plate Aruba
A Club Aruba River Plate, vagy ahogy sokan ismerik River Plate, vagy simán River, Aruba legismertebb labdarúgócsapata, amelyet 1953. február 1-jén alapítottak. Otthona Oranjestadben, a Madiki kerületben található, a Guillermo Prospero Trinidad Stadionban.

## Sikerei
Aruban Division di Honor: (2x)
- 1993
- 1997

## Külső hivatkozások
- A River Plate hivatalos honlapja